# Jef Teuwissen
Jef Teuwissen   (Neeroeteren, Maaseik, 29 de setembre de 1940 - Maaseik, 6 de maig de 2017) fou un pilot de motocròs flamenc que va tenir ressò internacional durant la dècada de 1960, quan va ser un dels millors pilots belgues (guanyà dos campionats estatals de 500 cc i deu campionats de Limburg) i un dels principals competiors al Campionat del món en la categoria dels 500cc.
Arribà al zenit de la seva carrera el 1969, quan va guanyar el Motocross des Nations a Farleigh Castle (Anglaterra) formant part de l'equip belga. Malgrat ser el menys conegut dels quatre membres de l'equip (Roger De Coster, Sylvain Geboers i Joël Robert n'eren els altres), Teuwissen fou qui donà finalment l'estreta victòria a Bèlgica en aconseguir el segon lloc a la darrera mànega.

## La nissaga de Neeroeteren
Jef Teuwissen era oncle de Harry Everts, a qui apadrinà quan aquest començà a córrer en motocròs a catorze anys. El seu mestratge fou tan eficaç que, a només quinze anys, Everts guanyà el Campionat de Bèlgica júnior. Amb motiu de la mort del seu oncle, Harry Everts declarà: 
| «              | L'oncle Jef em va fer conèixer el motocròs. Sovint anava amb ell a les competicions, l'observava amb gran atenció, també em va ensenyar a traçar. Mai no hauria arribat tan lluny sense en Jef. | » |
| — Harry Everts | |   |

Neeroeteren és, doncs, la llar d'una de les nissagues familiars més reeixides de la història del motocròs. No només hi varen néixer i viure Jef Teuwissen i Harry Everts, sinó que també el fill d'aquest, Stefan Everts.

## Resum biogràfic
Especialista en circuits de sorra, ben abundants tant a Bèlgica com als Països Baixos, se'l coneixia com a Zandkoning o Koning van het zand ("El rei de la sorra"). Un altre sobrenom seu era Rubberman ("L'home de goma"), per les postures acrobàtiques que adoptava damunt la moto. Teuwissen aprengué a dominar la sorra de ben jove, mentre practicava als grans sorrals situats a tocar de la pineda que hi havia darrere la casa familiar.
Jef Teuwissen va començar a competir el 1957 amb una BSA, motocicleta que canvià l'any següent per una Matchless que li comprà a Jan Clijnk (un popular corredor holandès de l'època). Més tard, tornaria a pilotar una BSA i moltes altres marques, entre elles Triumph Métisse, Maico, ČZ, Montesa (en una imatge de 1967, se'l veu amb una Cappra de 250 cc) i Husqvarna.
A la seva època, Teuwissen assolí una gran popularitat i era un dels referents dels nens del poble, molts dels quals jugaven a ser Jefke (com es coneixia també a Jef Teuwissen) amb les seves bicicletes, entre ells el seu nebot Harry Everts. La mala sort, però, va fer que es trenqués la cama fins a set vegades i, per acabar-ho d'adobar, la seva càrrega familiar li impedí arribar més lluny: a només trenta-set anys, Jef Teuwissen ja era un vidu amb set fills. Tot i així, es mantingué actiu fins al 1975, per bé que un seriós accident que patí el 1971 va acabar pràcticament amb la seva carrera.

## Palmarès
Font:
| Any          | Motocicleta     | Campionat del Món | Campionat del Món | MXDN | C. Bèlgica 500 cc |
| Any          | Motocicleta     | 500cc             | 250cc             | MXDN | C. Bèlgica 500 cc |
| ------------ | --------------- | ----------------- | ----------------- | ---- | ----------------- |
| 1961         | BSA             | 28è               | -                 |      |                   |
| 1962         | ?               | -                 | -                 |      |                   |
| 1963         | ?               | -                 | -                 |      | 2n                |
| 1964         | ?               | -                 | -                 |      | 2n                |
| 1965         | Triumph Métisse | 18è               | -                 |      | 1r                |
| 1966         | Maico           | -                 | -                 |      | 2n                |
| 1967         | ČZ/Montesa?     | -                 | 25è               |      | 1r                |
| 1968         | Husqvarna       | 9è                | -                 |      |                   |
| 1969         | Husqvarna       | 7è                | -                 | 1r   |                   |
| 1970         | Husqvarna       | 7è                | 19è               |      | 2n                |
| Total títols | Total títols    | 0                 | 0                 | 1    | 2                 |

Notes
1. ↑  La classificació consignada a MXDN fa referència a la posició final obtinguda per l'equip estatal
2. ↑  Al total de títols s'hi compten tots els campionats guanyats, MXDN inclòs